# Arnys
Arnys est une marque de vêtements de luxe.

## Historique
La marque est créée en 1933 par Jankel Grimbert ou Grünberg, issu d'une famille juive russe, émigré en France (ses six autres frères émigrant aux États-Unis). Il ouvre une chemiserie, initialement au 119 rue du Faubourg-du-Temple. D'autres boutiques suivent dans Paris. Jankel Grünberg meurt en déportation à Auschwitz. Ses fils Léon et Albert reprennent l'activité dès la libération de Paris en août 1944. Puis ce sont les enfants de Léon Grimbert, Michel et Jean, qui à leur tour prennent la suite, en y travaillant ensemble. Ils en font une enseigne chic de Paris,.
Cette enseigne propose des vêtements sur-mesure destinés aux hommes. Elle est exploitée du 31 décembre 1957 au 1er juillet 2013 par la Société Nouvelle de Chemiserie Arnys, créée par la famille Grimbert, ayant son siège au 14 rue de Sèvres, à côté d'une boutique située au 12 rue de Sèvres, et donc rive gauche,. À l'époque de la création du 12 rue de Sèvres, au début des trente glorieuses, les boutiques chic parisiennes étaient réputées être rive droite, la rive gauche étant considérée comme «en province». L'anecdote veut qu'en mai 68, un étudiant pénètre durant une émeute, dans la boutique, créant l'émotion, mais ne souhaitant en définitive qu'acquérir une veste en tweed suffisamment souple qui lui permettre de retourner, à l'aise et bien vêtu, sur les barricades.
Absorbée par Berluti  du groupe LVMH en 2012, elle est  prisée par des hommes politiques ou autres personnalités. Elle habille notamment François Fillon, Pierre Moscovici, Bernard Cazeneuve, Pierre Bénichou ou encore Serge Moati. Celui-ci avait adopté la veste dite «forestière», en moleskine de coton, doublée de jaune et/ou de rouge, inspirée de vestes portées au début du XXe siècle par les gardes-chasse de Sologne, un modèle longtemps considéré comme le parangon de la mode masculine française,,.